# 汶沙里
汶沙里是中華民國金門縣金沙鎮的一個里，北與西園里相鄰，東北與三山里相連，南與光前里相接，西南與浦山里相毗，有英坑、東浦、東蕭、蔡店、後浦頭、小浦頭、沙美七個居民點，人口約五千人，取沙美和後浦頭的原名汶浦命名，由於鄰近國軍駐地，商業一度因此非常繁榮，後由於駐軍減少而逐漸冷清，金門國家公園設立後觀光業興起，現公園管理處金沙服務中心設於汶沙里。